# Od pełni do pełni
Od pełni do pełni – polska komedia z 2012 roku w reżyserii Tomasza Szafrańskiego.

## Obsada
- Katarzyna Glinka jako Lenka
- Andrzej Nejman jako Oscar
- Monika Kwiatkowska-Dejczer jako Iwona
- Jerzy Bończak jako wujek Filip
- Grzegorz Wojdon jako Antoś Słowik
- Andrzej Grabowski jako Kamiński
- Robert Czechowski jako Marian
- Jerzy Cnota
- Jan Miodek